# Pegas

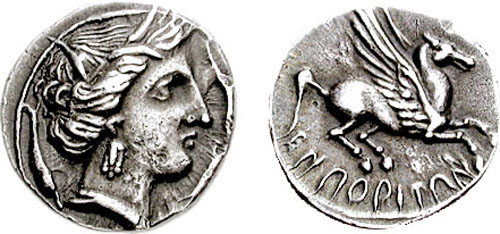
Pegas reprezentat pe o drahmă (241-218 î.C.)

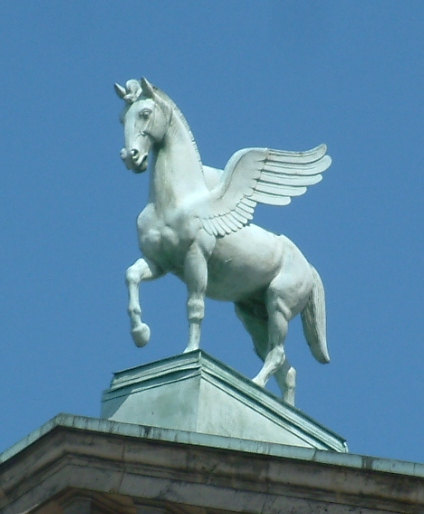
Pegas
(sculptură pe clădirea operei din Poznań)

Pegas (în limba greacă Πήγασος, Pégasos "puternic") a fost, în mitologia greacă, un cal înaripat, fiul lui Poseidon ca zeu al cailor, și al gorgonei Medusa.
Legenda spune că Perseu a reușit să o ucidă pe Medusa în timp ce dormea. Când i-a tăiat capul, din gâtul ei retezat au ieșit doi fii, conceputi in urma actului sexual la care aceasta fusese constransa de catre Poseidon: Chrysaor și calul înaripat Pegas.